# کولیستین
کولیستین (به انگلیسی: Colistin)
رده درمانی: آنتی بیوتیک‌ها از گروه پلی میکسین
اشکال دارویی: قرص، قطره، آمپول، پماد

## موارد مصرف
کولیستین آنتی بیوتیک وسیع الطیفی است. کولیستین سولفات خوراکی برای درمان عفونت‌های گوارشی حاصل از ارگانیسم‌های گرم منفی حساس به خصوص پسودوموناس بکار می‌رود.

## مکانیسم اثر
کولیستین نوعی آنتی بیوتیک از دسته پلی میکسین است که توسط باکتری باسیلوس پلی میکسین ساخته می‌شود. این دارو جذب گوارشی اندکی دارد و بنابراین نباید به صورت خوراکی برای درمان عفونت‌های سیستمیک بکار رود. ترکیب کولیستیمتات سدیم نیز وجود دارد ولی ناپایدارتر است.

## عوارض جانبی
در مصرف سیستمیک ممکن است اثرات نفروتوکسیک و سندرم لوفلر یا نوروتوکسیک داشته باشد.

## بروز مقاومت
افزایش استفاده درمانی از این آنتی بیوتیک باعث بروز مقاومت دارویی و گزارش آن از کشورهای متعدد شده است. هرچند میزان مقاومت تا حال بیش از ۱۰٪ گزارش نشده است ولیکن نشانه‌های گسترش این مقاومت مشاهده شده است. اولین گزارش‌های مقاومت از کشور هندوستان گزارش شد ولیکن حال این مقاومت از کشورهای مدیترانه‌ای و آسیای جنوب شرقی (کره و سنگاپور) گزارش می‌شود که نشان از امکان گسترش آن و ناکارایی این دارو به عنوان یکی از آخرین گزینه‌های درمانی می‌باشد